# Città di Campobasso 2020-2021
Questa voce raccoglie le informazioni riguardanti la S.S.D. Città di Campobasso nelle competizioni ufficiali della stagione 2020-2021.

## Stagione
La società si fa trovare pronta per un campionato di vertice, buona parte della rosa viene confermata: Raccichini, Dalmazzi, Menna, Sbardella, Vanzan, Fabriani, Martino, Bontà, Candellori, Brenci, Tenkorang, Cogliati, Zammarchi. Il 31 Luglio inizia il ritiro della squadra molisana che viene puntellata grazie al lavoro del duo Mandragora-De Angelis, con l'arrivo degli esperti Vittorio Esposito e Ferdinando Sforzini più una serie di validi under. Nelle prime 5 giornate, i molisani ottengono 13 punti, facendo 14 gol e subendone 1 solo (su rigore), continuando la striscia di 23 risultati positivi iniziata il 27 ottobre 2019.
Nel frattempo dal punto di vista calcistico, la seconda ondata della pandemia rallenta lo svolgimento del campionato.
Dopo lo stop del mese di Novembre per permettere i recuperi dei rinvii e la stilazione di un nuovo regolamento anti-Covid, il Campobasso torna in campo il 13 dicembre in casa contro l'altra pretendente alla vittoria del campionato, il Notaresco, vincendo per 4-1. La giornata dopo però perde in casa del Castelnuovo Vomano per 2 a 1, interrompendo la striscia di 24 risultati utili consecutivi (iniziata dalla precedente stagione). Il Lupo però continua a mantenere la testa del proprio girone, vincendo anche contro il Rieti il 3 febbraio per la 15ª giornata per 4 a 1 (la squadra ospite si era portata a ridosso della vetta complice 7 vittorie e 1 un pareggio nelle 8 precedenti giornate). Il periodo più difficile per il Campobasso avviene a Marzo, con due pareggi per 0-0 in casa del Montegiorgio e del Matese (nel mezzo la vittoria nel recupero contro la Recanatese per 1-0 con un gol quasi allo scadere) e la sconfitta in casa contro il Cynthialbalonga per 2 a 1 il 28 marzo per la 6ª di ritorno (non perdeva in casa da Campobasso Montegiorgio del 20 ottobre 2019), con il Notaresco che, con 45 punti e una partita in più da recuperare, si porta a -2.
Il primo aprile, a Notaresco il Campobasso vince per 2 a 1 ed allunga in classifica e, dopo la sosta pasquale, vince in casa 4-0 contro il Castelnuovo, vendicando così la sconfitta dell'andata. La domenica successiva (salta il turno infrasettimanale in casa del Vastogirardi per Covid che verrà recuperato il 26 maggio), il Lupo pareggia in casa con la Pro Vasto, mentre il Notaresco pareggia in zona Cesarini in casa del Matese. Il campionato viene interrotto per permettere la disputa dei recuperi e il 2 maggio vince per 2-1 in casa contro il Pineto per il recupero della 17ª giornata, e tre giorni dopo quest'ultima vince in casa del Notaresco nel recupero della 18ª giornata. Il 9 maggio riprende il campionato con la 28ª giornata, il Campobasso pareggia 0-0 in casa della Recanatese e il Notaresco cade allo Stadio Aragona di Vasto. Nonostante la vittoria degli abruzzesi nel recupero della 22ª contro il Montegiorgio, perdono ancora punti pareggiando contro il Cynthialbalonga 1-1 , mentre il Campobasso vince in casa contro il Tolentino per 3 a 2 (squadra che all'andata aveva inferto al Lupo un sonoro 4-0), con i molisani che ora conducono la classifica a 61 punti con un +5 sulla rivale e, a differenza di quest'ultima che ha disputato tutti i recuperi, con una gara da recuperare. La domenica successiva i molisani vincono in trasferta contro il Giulianova e il mercoledì vince nel recupero a Vastogirardi contro la squadra alto-molisana; con quattro giornata alla fine del campionato, il Lupo conduce con un +8 sul Notaresco.
Dopo la pausa per i recuperi di campionato, il 6 giugno il Lupo pareggia contro l'ultima in classifica Porto Sant'Elpidio 1-1 davanti a 1000 tifosi rossoblu (con la riapertura degli stadi e con il massimo della capienza consentita per le misure anti-Covid), ma il 13 giugno vince in rimonta allo stadio Manlio Scopigno 2-1 e, complice il pareggio del Notaresco a Recanati con un rocambolesco 4-4, ottiene con due giornate d'anticipo ritorno tra i professionisti dopo 8 anni di dilettantismo e 32 dall'ultimo campionato di terza serie (Serie C1 1988-1989). Termina la stagione con 72 punti, 8 in più del Notaresco, frutto di 21 vittorie, 9 pareggi e 4 sconfitte.

## Divise e sponsor
Il fornitore tecnico per la stagione 2020-2021 è Erreà. Gli sponsor di maglia sono Levigas, Molisana Trasporti, UniGross e Two Nil (quest'ultimo sui pantaloncini). La prima maglia è la classica rossoblù, la seconda è bianca con la parte superiore colorata di rossoblù, mentre la terza è arancione con lo stemma sfumato della regione Molise.
| Casa | Trasferta |

## Rosa
| N. |                   | Ruolo | Calciatore                 |
| -- | ----------------- | ----- | -------------------------- |
|    | Italia (bandiera) | P     | Antonio Oliva              |
|    | Italia (bandiera) | P     | Davide Piga                |
|    | Italia (bandiera) | P     | Matteo Raccichini          |
|    | Italia (bandiera) | D     | Angelo Capuozzo            |
|    | Italia (bandiera) | D     | Alessandro Dalmazzi        |
|    | Italia (bandiera) | D     | Cristian Fabriani          |
|    | Italia (bandiera) | D     | Antonio Martino            |
|    | Italia (bandiera) | D     | Alessio Martinucci         |
|    | Italia (bandiera) | D     | Damiano Menna              |
|    | Italia (bandiera) | D     | Luca Sbardella             |
|    | Italia (bandiera) | D     | Nicola Vanzan              |
|    | Italia (bandiera) | C     | Francesco Bontà (capitano) |
|    | Italia (bandiera) | C     | Leonardo Brenci            |
|    | Italia (bandiera) | C     | Kevin Candellori           |
|    | Italia (bandiera) | C     | Andrea Corda               |
|    | Italia (bandiera) | C     | Sasha Di Maio              |

| N. |                   | Ruolo | Calciatore               |
| -- | ----------------- | ----- | ------------------------ |
|    | Italia (bandiera) | C     | Pietro Ladu              |
|    | Italia (bandiera) | C     | Angelo Mancini           |
|    | Italia (bandiera) | C     | Angelo Persia            |
|    | Italia (bandiera) | C     | Joshua Tenkorang         |
|    | Italia (bandiera) | A     | Simone Caricati          |
|    | Italia (bandiera) | A     | Pietro Cogliati          |
|    | Italia (bandiera) | A     | Giuseppe De Biase        |
|    | Italia (bandiera) | A     | Simine Di Domenicantonio |
|    | Italia (bandiera) | A     | Vittorio Esposito        |
|    | Italia (bandiera) | A     | Davide Fruscella         |
|    | Italia (bandiera) | A     | Francesco Pontillo       |
|    | Italia (bandiera) | A     | Mattia Rossetti          |
|    | Italia (bandiera) | A     | Ferdinando Sforzini      |
|    | Italia (bandiera) | A     | Pablo Vitali             |
|    | Italia (bandiera) | A     | Andrea Zammarchi         |

## Calciomercato

### Sessione estiva(dal 01/07 al 30/10)
| Acquisti | Acquisti                 | Acquisti       | Acquisti   |
| R.       | Nome                     | da             | Modalità   |
| -------- | ------------------------ | -------------- | ---------- |
| P        | Davide Piga              | Cagliari       | prestito   |
| D        | Angelo Capuozzo          | Vibonese       | svincolato |
| D        | Cristian Fabriani        | S.N. Notaresco | prestito   |
| C        | Andrea Corda             | Cagliari       | prestito   |
| C        | Sasha Di Maio            | Gambatesa      | prestito   |
| A        | Simone Caricati          | Novara         | svincolato |
| A        | Simone Di Domenicantonio | Tolentino      | svincolato |
| A        | Vittorio Esposito        | Pro Vasto      | svincolato |
| A        | Ferdinando Sforzini      | Palermo        | svincolato |
| A        | Pablo Vitali             | Montespaccato  | svincolato |
| A        | Andrea Zammarchi         | Cesena         | svincolato |

| Cessioni | Cessioni           | Cessioni           | Cessioni      |
| R.       | Nome               | a                  | Modalità      |
| -------- | ------------------ | ------------------ | ------------- |
| P        | Vittorio Natale    | Castelnuovo Vomano | svincolato    |
| D        | Edoardo La Barba   | Lanciano           | svincolato    |
| D        | Fabrizio Pistillo  | Campodipietra      | svincolato    |
| C        | Giulio Sanseverino | Foligno            | svincolato    |
| A        | Danilo Alessandro  | Seregno            | svincolato    |
| A        | Loris Barbetta     | Ascoli             | fine prestito |
| A        | Daniel Giampaolo   | Castelfidardo      | svincolato    |
| A        | Riccardo Musetti   |                    | svincolato    |

### Sessione invernale(dal 01/12 al 26/02)
| Acquisti | Acquisti          | Acquisti       | Acquisti   |
| R.       | Nome              | da             | Modalità   |
| -------- | ----------------- | -------------- | ---------- |
| P        | Antonio Oliva     | Sorrento       | svincolato |
| D        | Cristian Fabriani | S.N. Notaresco | definitivo |
| C        | Pietro Ladu       | Torres         | svincolato |
| C        | Angelo Persia     | Fermana        | svincolato |
| A        | Giuseppe De Biase | Paganese       | prestito   |
| A        | Mattia Rossetti   | Acireale       | svincolato |

| Cessioni | Cessioni            | Cessioni | Cessioni      |
| R.       | Nome                | a        | Modalità      |
| -------- | ------------------- | -------- | ------------- |
| C        | Andrea Corda        | Cagliari | fine prestito |
| A        | Ferdinando Sforzini |          | svincolato    |

## Risultati

### Serie D

#### Girone di andata
| Arbitro: | Gregoris (Pescara) |

|  |           |                                     |
|  | Marcatori | 19’ Bontà 74’ Esposito 82’ Cogliati |

| Arbitro: | Recchia (Brindisi) |

|                                                |           |  |
| Brenci 27’ Vitali 34’ Candellori 45’ Bontà 46’ | Marcatori |  |

| Arbitro: | Cerbasi (Arezzo) |

|                      |           |              |
| Giampaolo 60’ (rig.) | Marcatori | 67’ Cogliati |

| Arbitro: | Pezzopane (L'Aquila) |

|                         |           |  |
| Zammarchi 38’ Bontà 62’ | Marcatori |  |

| Arbitro: | Mastrodomenico (Matera) |

|                                          |           |  |
| Bontà 17’, 44’ Cogliati 40’ Esposito 50’ | Marcatori |  |

| Arbitro: | Burlando (Genova) |

|              |           |                    |
| Cardella 61’ | Marcatori | 6’, 48’ Candellori |

| Arbitro: | Mirabella (Napoli) |

|                             |           |             |
| Cogliati 24’, 47’, 75’, 81’ | Marcatori | 44’ Banegas |

| Arbitro: | Bracaccini (Macerata) |

|                   |           |                |
| D'Egidio 23’, 62’ | Marcatori | 90+4’ Sforzini |

| Arbitro: | Leone (Barletta) |

|                                 |           |                         |
| Esposito 63’, 81’ Tenkorang 76’ | Marcatori | 49’ Guida 90+4’ Cagnale |

| Arbitro: | Vingo (Pisa) |

|                            |           |                          |
| Valerio 37’ Martínez 90+4’ | Marcatori | 16’ Bontà 44’ Candellori |

| Arbitro: | D'Ambrosio Giordano (Collegno) |

|              |           |  |
| Rossetti 85’ | Marcatori |  |

| Arbitro: | Gianquinto (Parma) |

|                                                     |           |  |
| Severini 21’ Capezzani 30’ Padovani 33’ Minella 84’ | Marcatori |  |

| Campobasso 23 gennaio 2021, ore 14:30 CET 13ª giornata | Campobasso        | 0 – 0 | Giulianova | Stadio Nuovo Romagnoli (0 spett.)\| Arbitro: \| Moretti (Firenze) \| |
| Arbitro:                                               | Moretti (Firenze) |       |            |                                                                      |

| Arbitro: | Pacella (Roma 2) |

|  |           |                                      |
|  | Marcatori | 23’ Candellori 49’ Di Domenicantonio |

| Arbitro: | Diop (Treviglio) |

|                                                  |           |             |
| Esposito 8’ Bontà 34’, 41’ Di Domenicantonio 88’ | Marcatori | 1’ Fioretti |

| Arbitro: | Arcidiacono (Acireale) |

|             |           |                   |
| Gaetani 78’ | Marcatori | 13’, 65’ Cogliati |

| Arbitro: | Canci (Carrara) |

|                    |           |              |
| Vitali 9’ Ladu 27’ | Marcatori | 41’ Minnozzi |

#### Girone di ritorno
| Arbitro: | Peletti (Crema) |

|              |           |  |
| Rossetti 80’ | Marcatori |  |

| Arbitro: | Maccarini (Arezzo) |

|                            |           |                                                                |
| Vanzan 53’ (aut.) Sosa 61’ | Marcatori | 3’, 15’ Vitali 37’ Candellori 48’ (rig.) Esposito 63’ Rossetti |

| Arbitro: | Rispoli (Locri) |

|              |           |  |
| Dalmazzi 36’ | Marcatori |  |

| Montegiorgio 7 marzo 2021, ore 14:30 CET 21ª giornata | Montegiorgio      | 0 – 0 | Campobasso | Stadio Comunale Pianarelle Tamburrini (0 spett.)\| Arbitro: \| Mihalache (Terni) \| |
| Arbitro:                                              | Mihalache (Terni) |       |            |                                                                                     |

| Piedimonte Matese 21 marzo 2021, ore 14:30 CET 22ª giornata | Matese               | 0 – 0 | Campobasso | Stadio Pasqualino Ferrante (0 spett.)\| Arbitro: \| Di Francesco (Ostia) \| |
| Arbitro:                                                    | Di Francesco (Ostia) |       |            |                                                                             |

| Arbitro: | Castellone (Napoli) |

|              |           |                                    |
| Esposito 19’ | Marcatori | 44’ D'Agostino 79’ (rig.) Cardella |

| Arbitro: | Mucera (Palermo) |

|            |           |                                |
| Olcese 33’ | Marcatori | 11’ Vitali 27’ (rig.) Cogliati |

| Arbitro: | Gauzolino (Torino) |

|                                                                   |           |  |
| Foglia 22’ (aut.) Esposito 62’ Cogliati 64’ Di Domenicantonio 74’ | Marcatori |  |

| Arbitro: | Bozzetto (Bergamo) |

|  |           |                         |
|  | Marcatori | 32’ Vitali 52’ Cogliati |

| Campobasso 18 aprile 2021, ore 15:00 CEST 27ª giornata | Campobasso        | 0 – 0 | Vastese | Stadio Nuovo Romagnoli (0 spett.)\| Arbitro: \| Cutrufo (Catania) \| |
| Arbitro:                                               | Cutrufo (Catania) |       |         |                                                                      |

| Recanati 9 maggio 2021, ore 16:00 CEST 28ª giornata | Recanatese           | 0 – 0 | Campobasso | Stadio Nicola Tubaldi (0 spett.)\| Arbitro: \| Viapiana (Catanzaro) \| |
| Arbitro:                                            | Viapiana (Catanzaro) |       |            |                                                                        |

| Arbitro: | Vogliacco (Bari) |

|                                                  |           |                            |
| Dalmazzi 46’ Di Domenicantonio 61’ Tenkorang 84’ | Marcatori | 76’ Capezzani 88’ Tortelli |

| Arbitro: | Gandino (Alessandria) |

|  |           |              |
|  | Marcatori | 62’ Rossetti |

| Arbitro: | Gasperotti (Rovereto) |

|              |           |               |
| Rossetti 52’ | Marcatori | 65’ Palladini |

| Arbitro: | Tomasi (Lecce) |

|          |           |                             |
| Vari 11’ | Marcatori | 19’ Esposito 23’ Candellori |

| Arbitro: | Mazzoni (Prato) |

|               |           |         |
| Tenkorang 16’ | Marcatori | 8’ Fall |

| Arbitro: | Agostoni (Milano) |

|                                           |           |                                     |
| Baldinini 18’ Minnozzi 35’ Del Mastro 87’ | Marcatori | 71’ Di Domenicantonio 73’ Zammarchi |

## Statistiche

### Statistiche di squadra
| Competizione | Punti | In casa | In casa | In casa | In casa | In casa | In casa | In trasferta | In trasferta | In trasferta | In trasferta | In trasferta | In trasferta | Totale | Totale | Totale | Totale | Totale | Totale | D.R. |
| Competizione | Punti | G       | V       | N       | P       | Gf      | Gs      | G            | V            | N            | P            | Gf           | Gs           | G      | V      | N      | P      | Gf     | Gs     | D.R. |
| ------------ | ----- | ------- | ------- | ------- | ------- | ------- | ------- | ------------ | ------------ | ------------ | ------------ | ------------ | ------------ | ------ | ------ | ------ | ------ | ------ | ------ | ---- |
| Serie D      | 72    | 17      | 12      | 4       | 1       | 36      | 11      | 17           | 9            | 5            | 3            | 27           | 18           | 34     | 21     | 9      | 4      | 63     | 29     | +34  |

### Andamento in campionato
| Giornata  | 1 | 2 | 3 | 4 | 5 | 6 | 7 | 8 | 9 | 10 | 11 | 12 | 13 | 14 | 15 | 16 | 17 | 18 | 19 | 20 | 21 | 22 | 23 | 24 | 25 | 26 | 27 | 28 | 29 | 30 | 31 | 32 | 33 | 34 |
| --------- | - | - | - | - | - | - | - | - | - | -- | -- | -- | -- | -- | -- | -- | -- | -- | -- | -- | -- | -- | -- | -- | -- | -- | -- | -- | -- | -- | -- | -- | -- | -- |
| Luogo     | T | C | T | C | C | T | C | T | C | T  | C  | T  | C  | T  | C  | T  | C  | C  | T  | C  | T  | T  | C  | T  | C  | T  | C  | T  | C  | T  | C  | T  | C  | T  |
| Risultato | V | V | N | V | V | V | V | P | V | N  | V  | P  | N  | V  | V  | V  | V  | V  | V  | V  | N  | N  | P  | V  | V  | V  | N  | N  | V  | V  | N  | V  | N  | P  |
| Posizione | 2 | 1 | 1 | 1 | 1 | 1 | 1 | 2 | 1 | 1  | 1  | 1  | 1  | 1  | 1  | 1  | 1  | 1  | 1  | 1  | 1  | 1  | 1  | 1  | 1  | 1  | 1  | 1  | 1  | 1  | 1  | 1  | 1  | 1  |

Fonte:  Classifica Serie D Girone F, su tuttocampo.it.
Legenda:

Luogo: C = Casa; T = Trasferta. Risultato: V = Vittoria; N = Pareggio; P = Sconfitta.